# World Games 2017/Teilnehmer (Spanien)
| Gelbes Symbol für Goldmedaillen mit stilisierten Olympischen Ringen | Graues Symbol für Silbermedaillen mit stilisierten Olympischen Ringen | Braundes Symbol für Bronzemedaillen mit stilisierten Olympischen Ringen |
| ------------------------------------------------------------------- | --------------------------------------------------------------------- | ----------------------------------------------------------------------- |
| 3                                                                   | 4                                                                     | 7                                                                       |

Spanien nahm in Breslau an den World Games 2017 teil. Die spanische Delegation bestand aus 72 Athleten.

## Medaillengewinner

### Gold
| Name                    | Sportart                     | Wettkampf        |
| ----------------------- | ---------------------------- | ---------------- |
| Vicente Lli Sara Moreno | Aerobic                      | Paar             |
| Daniel Sanchez          | Billard                      | Dreiband         |
| Ioseba Fernandez        | Inline-Speedskating (Straße) | 200 m Zeitfahren |

### Silber
| Name                 | Sportart        | Wettkampf |
| -------------------- | --------------- | --------- |
| Sandra Sánchez Jaime | Karate          | Kata      |
| Damián Quintero      | Karate          | Kata      |
| Kevin Martinez       | Muay Thai       | 54 kg     |
| Monica Gimeno        | Rollkunstlaufen | Frei      |

### Bronze
| Name | Sportart                   | Wettkampf              |
| --- | -------------------------- | ---------------------- |
| Asunción Batista Portero Raquel Caño Dominguez Cristina Conejero Galán Partricia Conejero Galán Maria Luisa García Toro Sara Hernández Torrico Silvia Lladró Fernandez Andrea Sánchez Barrios Maria del Carmen Sanchez Hernandez Sonora Lucia Solano Caballero | Beachhandball              | Mannschaft             |
| Enrique Catalan Manuel Romero | Boules                     | Péntaque Doppel        |
| Paxti Peula | Inline-Speedskating (Bahn) | 10.000 m Punkterennen  |
| Paxti Peula | Inline-Speedskating (Bahn) | 20.000 m Rennen        |
| Alejandro Casal Dasilva Vicente Claramonte Ballester Sergio Corbella Trillo Victor Gonzalez Azpiazu Alejandro Gordo Herraro Angel Gordo Herraro Adrian Hermida Alejandro Valls Valls                                                                           | Kanupolo                   | Mannschaft             |
| Matias Gomez Garcia | Karate                     | Kumite 60 kg           |
| Eduardo Blasco Sergio Calderon Jose Victor Carcia Caros Perianez | Rettungsschwimmen          | 4 × 25 m Puppenstaffel |

## Teilnehmer nach Sportarten

### Aerobic
| Athleten                | Wettbewerb | Qualifikation | Qualifikation | Finale / Platz 3 | Finale / Platz 3 | Rang |
| Athleten                | Wettbewerb | Punkte        | Platz         | Punkte           | Platz            | Rang |
| ----------------------- | ---------- | ------------- | ------------- | ---------------- | ---------------- | ---- |
| Mixed                   |            |               |               |                  |                  |      |
| Vicente Lli Sara Moreno | Paar       | 22.450        | 1             | 22.550           | 1                | Gold |

### Beachhandball
| Wettbewerb    | Frauen |
| ------------- | --- |
| Athleten      | Asunción Batista Portero Raquel Caño Dominguez Cristina Conejero Galán Partricia Conejero Galán Maria Luisa García Toro Sara Hernández Torrico Silvia Lladró Fernandez Andrea Sánchez Barrios Maria del Carmen Sanchez Hernandez Sonora Lucia Solano Caballero |
| Gruppenphase  | Argentinien 2:1 (15:11, 9:13, 5:4) Tunesien 2:0 (15:6, 20:9) Norwegen 0:2 (9:13, 10:12) |
| Viertelfinale | Polen 2:0 |
| Halbfinale    | Brasilien 0:2 |
| Finale        | Norwegen 2:1 |
| Platzierung   | Bronze |

### Billard
| Athleten       | Wettbewerb | Achtelfinale  | Achtelfinale | Viertelfinale | Viertelfinale | Halbfinale    | Halbfinale    | Finale / Platz 3 | Finale / Platz 3 | Rang          |
| Athleten       | Wettbewerb | Gegner        | Ergebnis     | Gegner        | Ergebnis      | Gegner        | Ergebnis      | Gegner           | Ergebnis         | Rang          |
| -------------- | ---------- | ------------- | ------------ | ------------- | ------------- | ------------- | ------------- | ---------------- | ---------------- | ------------- |
| Männer         |            |               |              |               |               |               |               |                  |                  |               |
| David Alcaide  | 9-Ball     | Shan Wilkie   | 11:2         | Pin Yi Ko     | 9:11          | ausgeschieden | ausgeschieden | ausgeschieden    | ausgeschieden    | ausgeschieden |
| Javier Palazón | Dreiband   | Hugo Patino   | 19:40        | ausgeschieden | ausgeschieden | ausgeschieden | ausgeschieden | ausgeschieden    | ausgeschieden    | ausgeschieden |
| Daniel Sanchez | Dreiband   | David Tonojan | 40:9         | Hugo Patino   | 40:32         | Sameh Sidho   | 40:16         | Marco Zanetti    | 40:33            | Gold          |

### Boules
| Athleten                                           | Wettbewerb      | Qualifikation | Qualifikation | Halbfinale    | Halbfinale    | Finale        | Finale        | Rang          |
| Athleten                                           | Wettbewerb      | Punkte        | Rang          | Gegner        | Ergebnis      | Punkte        | Rang          | Rang          |
| -------------------------------------------------- | --------------- | ------------- | ------------- | ------------- | ------------- | ------------- | ------------- | ------------- |
| Frauen                                             |                 |               |               |               |               |               |               |               |
| Veronica Martinez Latorre                          | Péntaque Einzel | 57            | 6             | ausgeschieden | ausgeschieden | ausgeschieden | ausgeschieden | ausgeschieden |
| Veronica Martinez Latorre Maria Jose Perez Adelino | Péntaque Doppel | 6             | 4             | ausgeschieden | ausgeschieden | ausgeschieden | ausgeschieden | ausgeschieden |
| Männer                                             |                 |               |               |               |               |               |               |               |
| Manuel Romero                                      | Péntaque Einzel | 69            | 7             | ausgeschieden | ausgeschieden | ausgeschieden | ausgeschieden | ausgeschieden |
| Enrique Catalan Manuel Romero                      | Péntaque Doppel | 25            | 2             | Italien       | 8:13          | Madagaskar    | 13:5          | Bronze        |

### Feldbogenschießen
| Athleten               | Wettbewerb    | Qualifikation | Qualifikation | Sechzehntelfinale | Sechzehntelfinale | Achtelfinale  | Achtelfinale  | Viertelfinale | Viertelfinale | Halbfinale    | Halbfinale    | Finale          | Finale        | Rang          |               |
| Athleten               | Wettbewerb    | Ringe         | Rang          | Gegner            | Ergebnis          | Gegner        | Ergebnis      | Gegner        | Ergebnis      | Gegner        | Ergebnis      | Gegner          | Ergebnis      | Rang          |               |
| ---------------------- | ------------- | ------------- | ------------- | ----------------- | ----------------- | ------------- | ------------- | ------------- | ------------- | ------------- | ------------- | --------------- | ------------- | ------------- | ------------- |
| Frauen                 |               |               |               |                   |                   |               |               |               |               |               |               |                 |               |               |               |
| Andrea Marcoa          | Compoundbogen | 685           | 19            | ausgeschieden     | ausgeschieden     | ausgeschieden | ausgeschieden | ausgeschieden | ausgeschieden | ausgeschieden | ausgeschieden | ausgeschieden   | ausgeschieden | ausgeschieden | ausgeschieden |
| Männer                 |               |               |               |                   |                   |               |               |               |               |               |               |                 |               |               |               |
| Alberto Blázquez       | Compoundbogen | 700           | 7             | ausgeschieden     | ausgeschieden     | ausgeschieden | ausgeschieden | ausgeschieden | ausgeschieden | ausgeschieden | ausgeschieden | ausgeschieden   | ausgeschieden | ausgeschieden | ausgeschieden |
| David García Fernández | Blankbogen    | -             | -             | -                 | -                 | -             | -             | -             | -             | István Kakas  | 43:46         | Martin Ottosson | 51:53         | 4             |               |

### Flossenschwimmen
| Athleten                | Wettbewerb        | Finale  | Finale | Rang |
| Athleten                | Wettbewerb        | Zeit    | Rang   | Rang |
| ----------------------- | ----------------- | ------- | ------ | ---- |
| Frauen                  |                   |         |        |      |
| Silvia Barnes Corominas | 50 m Doppelflosse | 22,19 s | 7      | 7    |

### Indoor-Rudern
| Athleten         | Wettbewerb                  | Zeit       | Rang |
| ---------------- | --------------------------- | ---------- | ---- |
| Frauen           |                             |            |      |
| Christian Gandia | 2000 m Leichtgewicht        | 7:30,8 min | 4    |
| Barbara Taylor   | 500 m Offene Gewichtsklasse | 1:45,4 min | 10   |

### Inline-Speedskating

#### Bahn
| Frauen        |                       |          |    |               |               |               |               |                        |                        |                        |                        |                  |                  |                  |
| Maite Ancin   | 1000 m Sprint         | -        | -  | 1:29,686 min  | 2             | ausgeschieden | ausgeschieden | ausgeschieden          | ausgeschieden          | ausgeschieden          | ausgeschieden          | ausgeschieden    |                  |                  |
| Maite Ancin   | 10.000 m Punkterennen | -        | -  | -             | -             | -             | -             | 1                      | 8                      | 8                      |                        |                  |                  |                  |
| Maite Ancin   | 15.000 m Rennen       | -        | -  | -             | -             | -             | -             | vor Ziel ausgeschieden | vor Ziel ausgeschieden | vor Ziel ausgeschieden | vor Ziel ausgeschieden |                  |                  |                  |
| Sheila Posada | 300 m Zeitrennen      | 27,602 s | 17 | ausgeschieden | ausgeschieden | ausgeschieden | ausgeschieden | ausgeschieden          | ausgeschieden          | ausgeschieden          | ausgeschieden          |                  |                  |                  |
| Sheila Posada | 500 m Sprint          | –        | –  | 45,483 s      | 2             | 45,666 s      | 4             | ausgeschieden          | ausgeschieden          | ausgeschieden          | ausgeschieden          | ausgeschieden    | ausgeschieden    |                  |
| Sheila Posada | 1000 m Sprint         | –        | –  | 1:30,111 min  | 3             | ausgeschieden | ausgeschieden | ausgeschieden          | ausgeschieden          | ausgeschieden          | ausgeschieden          |                  |                  |                  |
| Sheila Posada | 10.000 m Punkterennen | –        | –  | –             | –             | –             | –             | nicht angetreten       | nicht angetreten       | nicht angetreten       | nicht angetreten       | nicht angetreten | nicht angetreten | nicht angetreten |
| Sheila Posada | 15.000 m Rennen       | –        | –  | –             | –             | –             | –             | nicht angetreten       | nicht angetreten       | nicht angetreten       | nicht angetreten       | nicht angetreten | nicht angetreten | nicht angetreten |
| Männer        |                       |          |    |               |               |               |               |                        |                        |                        |                        |                  |                  |                  |
| Patxi Peula   | 1000 m Sprint         | -        | -  | 1:24,948 min  | 2             | ausgeschieden | ausgeschieden | ausgeschieden          | ausgeschieden          | ausgeschieden          |                        |                  |                  |                  |
| Patxi Peula   | 10.000 m Punkterennen | –        | –  | –             | –             | –             | –             | 1                      | 9                      | 9                      |                        |                  |                  |                  |
| Patxi Peula   | 15.000 m Rennen       | –        | –  | –             | –             | –             | –             | vor Ziel ausgeschieden | vor Ziel ausgeschieden | vor Ziel ausgeschieden |                        |                  |                  |                  |

#### Straße
| Athleten         | Wettbewerb            | Qualifikation    | Qualifikation    | Viertelfinale    | Viertelfinale    | Halbfinale       | Halbfinale       | Finale                 | Finale                 | Rang                   |
| Athleten         | Wettbewerb            | Zeit             | Rang             | Zeit             | Rang             | Zeit             | Rang             | Zeit/Punkte            | Rang                   | Rang                   |
| ---------------- | --------------------- | ---------------- | ---------------- | ---------------- | ---------------- | ---------------- | ---------------- | ---------------------- | ---------------------- | ---------------------- |
| Frauen           |                       |                  |                  |                  |                  |                  |                  |                        |                        |                        |
| Maite Ancin      | 10.000 m Punkterennen | –                | –                | –                | –                | –                | –                | 15:17,762 min          | 8                      | 8                      |
| Maite Ancin      | 20.000 m Rennen       | –                | –                | –                | –                | –                | –                | vor Ziel ausgeschieden |                        |                        |
| Sheila Posada    | 300 m Zeitfahren      | 27,602 s         | 17               | -                | -                | -                | -                | ausgeschieden          | ausgeschieden          | ausgeschieden          |
| Sheila Posada    | 500 m Sprint          | -                | -                | 45,483 s         | 2                | 45,666 s         | 4                | ausgeschieden          | ausgeschieden          | ausgeschieden          |
| Sheila Posada    | 10000 m Punkterennen  | –                | –                | –                | –                | –                | –                | 15:20,916 min          | 16                     | 16                     |
| Sheila Posada    | 20.000 m Rennen       | –                | –                | –                | –                | –                | –                | vor Ziel ausgeschieden | vor Ziel ausgeschieden | vor Ziel ausgeschieden |
| Männer           |                       |                  |                  |                  |                  |                  |                  |                        |                        |                        |
| Ioseba Fernandez | 200 m Zeitfahren      | 16,894 s         | 2                | -                | -                | -                | -                | 16,897 s               | 1                      | Gold                   |
| Ioseba Fernandez | 500 m Sprint          | nicht angetreten | nicht angetreten | nicht angetreten | nicht angetreten | nicht angetreten | nicht angetreten | nicht angetreten       | nicht angetreten       | nicht angetreten       |
| Paxti Peula      | 10.000 m Punkterennen | -                | -                | -                | -                | -                | -                | 13:40,365 min          | 3                      | Bronze                 |
| Paxti Peula      | 20.000 m Rennen       | –                | –                | –                | –                | –                | –                | 28:22,548 min          | 3                      | Bronze                 |

### Jiu Jitsu
| Athleten                    | Wettbewerb     | Vorrunde    | Vorrunde | Vorrunde        | Vorrunde | Viertelfinale | Viertelfinale | Halbfinale                        | Halbfinale | Finale / Platz 3        | Finale / Platz 3 | Rang |
| Athleten                    | Wettbewerb     | Gegner      | Ergebnis | Gegner          | Ergebnis | Gegner        | Ergebnis      | Gegner                            | Ergebnis   | Gegner                  | Ergebnis         | Rang |
| --------------------------- | -------------- | ----------- | -------- | --------------- | -------- | ------------- | ------------- | --------------------------------- | ---------- | ----------------------- | ---------------- | ---- |
| Männer                      |                |             |          |                 |          |               |               |                                   |            |                         |                  |      |
| Christian Alvarez Fernandez | 94 kg Fighting | Rafael Riss | 0:50     | Makrem Saanouni | 16:10    | –             | –             | Alexandre Didier Georges Fromange | 0:50       | Platz 3: Dejan Vukcevic | 0:50             | 4    |

### Kanupolo
| Wettbewerb       | Männer |
| ---------------- | --- |
| Athleten         | Alejandro Casal Dasilva Vicente Claramonte Ballester Sergio Corbella Trillo Victor Gonzalez Azpiazu Alejandro Gordo Herraro Angel Gordo Herraro Adrian Hermida Alejandro Valls Valls |
| Gruppenphase     | Polen 3:2 Neuseeland 7:4 Italien 3:4 Deutschland 2:2 Chinesisch Taipeh 10:1 Frankreich 7:6                                                                                           |
| Halbfinal        | Italien 2:3 |
| Spiel um Platz 3 | Frankreich 2:1 |
| Platzierung      | Bronze |

### Karate
| Athleten             | Wettbewerb   | Vorrunde                | Vorrunde | Vorrunde      | Vorrunde | Vorrunde           | Vorrunde | Halbfinale      | Halbfinale | Finale / Platz 3     | Finale / Platz 3 | Rang   |
| Athleten             | Wettbewerb   | Gegner                  | Ergebnis | Gegner        | Ergebnis | Gegner             | Ergebnis | Gegner          | Ergebnis   | Gegner               | Ergebnis         | Rang   |
| -------------------- | ------------ | ----------------------- | -------- | ------------- | -------- | ------------------ | -------- | --------------- | ---------- | -------------------- | ---------------- | ------ |
| Frauen               |              |                         |          |               |          |                    |          |                 |            |                      |                  |        |
| Sandra Sánchez Jaime | Kata         | Manel Kamilia Hadj Said | 5:0      | Kiyou Shimizu | 2:3      | Sarah Sayed        | 5:0      | Sandy Scordo    | 5:0        | Kiyou Shimizu        | 1:5              | Silber |
| Männer               |              |                         |          |               |          |                    |          |                 |            |                      |                  |        |
| Matias Gomez Garcia  | Kumite 60 kg | Geoffrey Berens         | 4:0      | Emad Almalki  | 3:0      | Firdosi Farzaliyev | 0:0      | Amir Mehdizadeh | 7:0        | Douglas Santos Brose | 1:1 Hantei       | Bronze |
| Damián Quintero      | Kata         | Ilja Smorguner          | 5:0      | Mattia Busato | 5:0      | Ryo Kiyuna         | 5:0      | Antonio Diaz    | 4:1        | Ryo Kiyuna           | 0:5              | Silber |

### Luftsport
| Athleten                    | Wettbewerb       | Runde 1 | Runde 2 | Runde 3 | Runde 4 | Runde 5 | Runde 6 | Runde 7 | Runde 8 | Runde 9 | Runde 10 | Runde 11 | Runde 12 | Gesamt | Rang |
| --------------------------- | ---------------- | ------- | ------- | ------- | ------- | ------- | ------- | ------- | ------- | ------- | -------- | -------- | -------- | ------ | ---- |
| Männer                      |                  |         |         |         |         |         |         |         |         |         |          |          |          |        |      |
| Ramon Morillas              | Paramotor Slalom | 13      | 14      | 12      | 12      | 9       | 11      | 9       | 12      | 15      | -        | -        | -        | -      | 15   |
| Vicente Palmero             | Paramotor Slalom | 9       | 8       | 6       | 3       | 6       | 1       | 1       | 4       | 9       | -        | -        | -        | -      | 9    |
| Victor Rodriguez Santamarta | Paramotor Slalom | 7       | 9       | 7       | 8       | 10      | 3       | 12      | 4       | 4       | -        | -        | -        | -      | 4    |

### Muay Thai
| Athleten       | Wettbewerb | Viertelfinale     | Viertelfinale | Halbfinale    | Halbfinale    | Finale / Platz 3 | Finale / Platz 3 | Rang          |
| Athleten       | Wettbewerb | Gegner            | Ergebnis      | Gegner        | Ergebnis      | Gegner           | Ergebnis         | Rang          |
| -------------- | ---------- | ----------------- | ------------- | ------------- | ------------- | ---------------- | ---------------- | ------------- |
| Frauen         |            |                   |               |               |               |                  |                  |               |
| Atenea Flores  | 51 kg      | Bui Yen Li        | 27:30         | ausgeschieden | ausgeschieden | ausgeschieden    | ausgeschieden    | ausgeschieden |
| Männer         |            |                   |               |               |               |                  |                  |               |
| Kevin Martinez | 54 kg      | Pranom Sung-Ngoen | 29:28         | Deokjae Yoon  | 29:28         | Elaman Sayasatov | 27:30            | Silber        |

### Orientierungslauf
| Athleten      | Wettbewerb    | Zeit         | Rang |
| ------------- | ------------- | ------------ | ---- |
| Männer        |               |              |      |
| Andreu Blanes | Sprint        | 15:29,90 min | 11   |
| Andreu Blanes | Mittelstrecke | 40:20,00 min | 29   |

### Rettungsschwimmen
| Frauen                                                                |                                        |             |   |                 |                 |                 |               |               |
| Isabel Costa                                                          | 100 m Schwimmen und Retten mit Flossen | 57,77 s     | 4 | ausgeschieden   | ausgeschieden   | ausgeschieden   | ausgeschieden | ausgeschieden |
| Isabel Costa                                                          | 100 m Retten mit Flossen und Gurt      | 1:01,92 min | 2 | 1:01,54 min     | 6               | 6               |               |               |
| Antia Garcia                                                          | 100 m Schwimmen und Retten mit Flossen | 54,43 s     | 2 | 54,01 s         | 5               | 5               |               |               |
| Andrea Valenciano                                                     | 200 m Super Lifesaver                  | 2:31,84 min | 4 | disqualifiziert | disqualifiziert | disqualifiziert |               |               |
| Isabel Costa Antia Garcia Nuria Payola Andrea Valenciano              | 4 × 25 m Puppenstaffel                 | 1:28,21 min | 4 | disqualifiziert | disqualifiziert | disqualifiziert |               |               |
| Isabel Costa Antia Garcia Maria Nunez Nuria Payola                    | 4 × 50 m Gurtretterstaffel             | 1:45,78 min | 3 | 1:46,00 min     | 7               | 7               |               |               |
| Männer                                                                |                                        |             |   |                 |                 |                 |               |               |
| Eduardo Blasco                                                        | 50 m Retten einer Puppe                | 29,41 s     | 1 | 30,43 s         | 8               | 8               |               |               |
| Francisco Javier Catala                                               | 100 m Schwimmen und Retten mit Flossen | 47,20 s     | 2 | 47,20 s         | 7               | 7               |               |               |
| Francisco Javier Catala                                               | 100 m Retten mit Flossen und Gurt      | 50,76 s     | 1 | disqualifiziert | disqualifiziert | disqualifiziert |               |               |
| Eduardo Blasco Sergio Calderon Jose Victor Carcia Caros Perianez      | 4 × 25 m Puppenstaffel                 | 1:09,42 min | 3 | 1:07,30 min     | 1               | Bronze          |               |               |
| Eduardo Blasco Sergio Calderon Francisco Javier Catala Caros Perianez | 4 × 50 m Hindernisstaffel              | 1:33,41 min | 3 | 1:32,49 min     | 6               | 6               |               |               |

### Rhythmische Sportgymnastik
| Athleten          | Wettbewerb | Qualifikation | Qualifikation | Finale        | Finale        | Rang          |
| Athleten          | Wettbewerb | Punkte        | Rang          | Punkte        | Rang          | Rang          |
| ----------------- | ---------- | ------------- | ------------- | ------------- | ------------- | ------------- |
| Frauen            |            |               |               |               |               |               |
| Sara Llana Garcia | Ball       | 11.200        | 21            | ausgeschieden | ausgeschieden | ausgeschieden |
| Sara Llana Garcia | Kegel      | 11.950        | 20            | ausgeschieden | ausgeschieden | ausgeschieden |
| Sara Llana Garcia | Reifen     | 13.600        | 20            | ausgeschieden | ausgeschieden | ausgeschieden |
| Sara Llana Garcia | Schleife   | 10.200        | 21            | ausgeschieden | ausgeschieden | ausgeschieden |

### Rollschuhkunstlauf
| Athleten       | Wettbewerb | Short Programm | Long Programm | Rang   |
| -------------- | ---------- | -------------- | ------------- | ------ |
| Frauen         |            |                |               |        |
| Monica Gimeno  | Frei       | 96.000         | 370.800       | Silber |
| Männer         |            |                |               |        |
| Sergio Canales | Frei       | 84.600         | 327.000       | 4      |

### Sportklettern
| Athleten                 | Wettbewerb             | Qualifikation | Qualifikation | Finale        | Finale        | Rang          | Rang          | Rang          | Rang | Rang |
| Athleten                 | Wettbewerb             | Ergebnis      | Rang          | Ergebnis      | Rang          | Rang          | Rang          | Rang          | Rang | Rang |
| ------------------------ | ---------------------- | ------------- | ------------- | ------------- | ------------- | ------------- | ------------- | ------------- | ---- | ---- |
| Männer                   |                        |               |               |               |               |               |               |               |      |      |
| Ramon Julian Puigblanque | Schwierigkeitsklettern | 9,50          | 9             | ausgeschieden | ausgeschieden | ausgeschieden | ausgeschieden | ausgeschieden |      |      |

### Squash
| Athleten       | 1. Runde       | 1. Runde | Achtelfinale  | Achtelfinale  | Viertelfinale | Viertelfinale | Halbfinale    | Halbfinale    | Finale        | Finale        | Rang          |
| Athleten       | Gegner         | Ergebnis | Gegner        | Ergebnis      | Gegner        | Ergebnis      | Gegner        | Ergebnis      | Gegner        | Ergebnis      | Rang          |
| -------------- | -------------- | -------- | ------------- | ------------- | ------------- | ------------- | ------------- | ------------- | ------------- | ------------- | ------------- |
| Frauen         |                |          |               |               |               |               |               |               |               |               |               |
| Cristina Gómez | Samantha Teran | 1:3      | ausgeschieden | ausgeschieden | ausgeschieden | ausgeschieden | ausgeschieden | ausgeschieden | ausgeschieden | ausgeschieden | ausgeschieden |

### Tanzen

#### Latein Tänze
| Athleten                   | 1. Runde | 1. Runde    | 1. Runde | 1. Runde   | 1. Runde | Halbfinale | Halbfinale  | Halbfinale | Halbfinale | Halbfinale | Finale | Finale      | Finale | Finale     | Finale | Rang |
| Athleten                   | Samba    | Cha Cha Cha | Rumba    | Paso Doble | Jive     | Samba      | Cha Cha Cha | Rumba      | Paso Doble | Jive       | Samba  | Cha Cha Cha | Rumba  | Paso Doble | Jive   | Rang |
| -------------------------- | -------- | ----------- | -------- | ---------- | -------- | ---------- | ----------- | ---------- | ---------- | ---------- | ------ | ----------- | ------ | ---------- | ------ | ---- |
| Paar                       |          |             |          |            |          |            |             |            |            |            |        |             |        |            |        |      |
| Rosa Carne Guillem Pascual | 5        | 5           | 5        | 5          | 8        | 5          | 5           | 5          | 5          | 8          | 5      | 5           | 5      | 5          | 8      | 5    |

#### Salsa
| Paar                         |       |       |       |   |   |
| Juan Alejandro Magali Piedra | 29,33 | 31,80 | 32,17 | 5 | 5 |

#### Standard Tänze
| Athleten                         | 1. Runde | 1. Runde | 1. Runde      | 1. Runde     | 1. Runde  | Halbfinale | Halbfinale | Halbfinale    | Halbfinale   | Halbfinale | Finale        | Finale        | Finale        | Finale        | Finale        | Rang |
| Athleten                         | Walzer   | Tango    | Wiener Walzer | Slow Foxtrot | Quickstep | Walzer     | Tango      | Wiener Walzer | Slow Foxtrot | Quickstep  | Walzer        | Tango         | Wiener Walzer | Slow Foxtrot  | Quickstep     | Rang |
| -------------------------------- | -------- | -------- | ------------- | ------------ | --------- | ---------- | ---------- | ------------- | ------------ | ---------- | ------------- | ------------- | ------------- | ------------- | ------------- | ---- |
| Paar                             |          |          |               |              |           |            |            |               |              |            |               |               |               |               |               |      |
| Adrian Esperon Patricia Martinez | 12       | 13       | 12            | 18           | 18        | 14         | 14         | 13            | 14           | 14         | ausgeschieden | ausgeschieden | ausgeschieden | ausgeschieden | ausgeschieden | 14   |

### Trampolinturnen
| Athleten                    | Wettbewerb           | Qualifikation | Qualifikation | Finale        | Finale        | Rang          |
| Athleten                    | Wettbewerb           | Ergebnis      | Rang          | Ergebnis      | Rang          | Rang          |
| --------------------------- | -------------------- | ------------- | ------------- | ------------- | ------------- | ------------- |
| Frauen                      |                      |               |               |               |               |               |
| Claudia Prat Cristina Sainz | Synchronspringen     | 82.350        | 9             | ausgeschieden | ausgeschieden | ausgeschieden |
| Männer                      |                      |               |               |               |               |               |
| Daniel Perez                | Doppelmini-Trampolin | 72.200        | 3             | 64.200        | 6             | 6             |

### Wasserski
| Athleten      | Wettbewerb          | Halbfinale | Halbfinale | Letzte Chance Halbfinale | Letzte Chance Halbfinale | Finale        | Finale        | Rang          |
| Athleten      | Wettbewerb          | Ergebnis   | Rang       | Ergebnis                 | Rang                     | Ergebnis      | Rang          | Rang          |
| ------------- | ------------------- | ---------- | ---------- | ------------------------ | ------------------------ | ------------- | ------------- | ------------- |
| Männer        |                     |            |            |                          |                          |               |               |               |
| Jordan Darwin | Wakeboard Freestyle | 29,11      | 5          | 30,78                    | 5                        | ausgeschieden | ausgeschieden | ausgeschieden |